# Cantone di Auvillar
Il Cantone di Auvillar era una divisione amministrativa dell'arrondissement di Castelsarrasin.
È stato soppresso a seguito della riforma complessiva dei cantoni del 2014, che è entrata in vigore con le elezioni dipartimentali del 2015.
Comprendeva i comuni di:
- Auvillar
- Bardigues
- Donzac
- Dunes
- Merles
- Le Pin
- Saint-Cirice
- Saint-Loup
- Saint-Michel
- Sistels